# 太一 (映像作家)
太一（たいち、1971年1月28日 - ）は、日本の映画監督、映画プロデューサー　東京都出身　慶應義塾大学経済学部中退

## 経歴
1984年、 SFXアーティストとして映画業界デビュー。多くのメジャー監督作品に参加。（監督：黒澤明、林海象、塚本晋也、黒沢清、岩井俊二、本広克行他）
1992年8月11日、 映像制作会社A.T-ILLUSIONを設立／同株式会社CEO就任。以後500作品のTV-CF・劇場映画・MPV・TVドラマのVFX映像を制作。
1998年、 3D大型映画『Pandora』（主演：工藤夕貴）で監督デビュー。以降、中森明菜、SHAZNAなどMPV他TV-CMプロデュース作、監督作多数。VFX監督として『バベル』（監督：アレハンドロ・ゴンサレス・イニャリトゥ）、映画『TOKYO!』（監督：レオス・カラックス）に参加。
2010年12月、 エンターテインメント・プロダクション「 EDLEAD inc.」をネバダ州ラスベガスに設立し米国進出。CEO就任。翌年4月には日本支社「株式会社EDLEAD-japan-」を、12月にはロサンゼルス支社「EDLEAD inc. L.A.」を設立し、本格的な監督映画作品製作活動を再開。
キヤノン EOS Kiss、サントリーBoss等メジャーCM作品多数。
日本映画監督協会の広報委員も務めている。
山下達郎のアルバム『COZY』（1998年）のジャケットカバーに使用されている「ハンドメイドの達郎人形」は太一の手による作品である。
2016年9月30日、国際映像スタジオ「NOMA」の始動を発表。。各国のクリエイター、アーティスト、研究者、事業家らを編成。総勢200名体制で企画開発から運営管理まで、映像製作の全てをチーム内で完結させることができることを特長としている。監督作品の実写VR短編映画「Solid Time」を発表。。サンダンス映画祭他。国際ハイファッション誌 GQ や VOGUE（主演：上戸彩）にも監督作多数。JAXAの公認インフルエンサーとして、月面を舞台にしたPV.をJAXA公式より発表。シネマVR.の国際的第一人者監督として産経新聞に掲載中のVR.連載は世界初の快挙となった。創設したNOMAから、2018年7月、国際劇場長編映画の製作開始を発表。本編映画と連動するスピンオフのシネマVR.同時製作は世界初。リドリー スコットが称賛した製作協力映画「LORDS OF CHAOS」が2021年3月26日に日本公開。同年10月、アーティスト支援を掲げてアニメーターGOZ：郷津春奈（Olympic2020 / 鬼滅の刃など）初の個展をキュレーション。“アニメーションを、飾る”というコンセプトで２週間の会期中に成約総額3,145万円を記録。続く12月2４日、招待制マーケットプレイスFoundationにて、アニメーター初のNFT作品販売を実現。１DAYランキングで世界第１位を獲得。クリプトメディア最大手のCoinPost社との業務提携を公表、国際映画「THE RHETORIC STAR」の製作発表をイベント化。「NFT WEEKS TOKYO」として、各国最大手のNFTアーティストとのコラボイベントを実現した。
2022年3月に日本国内最大手の百貨店GINZA SIX内5階に、「STUDIO Gallery：NOMA」を開設。プロセスエコノミーを公言し、国際映画の製作過程を全公開。同年06月、映画THE RHETORIC STARに、「ハリーポッター」「E.T.」の巨匠サウンドデザイナーの正式参加を公表。同映画を法人化し、ギャンブルと称される映画企画との一線を画することを宣言した。
2023年5月21日、第76回カンヌ映画祭の公式事業ピッチに決勝進出。NOMA所属の国際アニメーター清水洋、クリプトTechの中辻諒と共に登壇して受賞した。NOMAはカンヌ映画祭受賞事業を推進すべく、Web3型アニメーション スタジオの設立をローンチ。SCRIPT（映画脚本）とPRODUCTION（映画撮影）の間に「MANGA」と呼称する“原作マンガ化”のプロセスを持ち込んだことが高く評価された。MANGAでは映画と同様に女優と俳優がキャスティングされて映画監督がサウンドステージでの撮影を行い、同席するアニメーション監督がレイアウトと作画を担当するとされている。それらの製作過程は、ブロックチェーン技術によってプロセス エコノミー化されるという。販売部数に依存しない、”マンガ”の新たな事業モデルとしても期待されている。7月25日、国際フォーラムで開催される世界最大級のWeb3カンファレンス「WebX」のオフィシャル メディア パートナーにNOMAが就任。5月19日、第77回カンヌ映画祭Marché du Film公認社交界「Cannes GALA」を創設、初代チェアマンに就任。主催はNOMAで、カンヌ映画祭公式のイベントを日本が主催したのは史上初。
2025年2月28日、イーロンマスクのSpaceX社との直接契約によるFalcon9ロケットで、NOMAが建造した人工衛星BandWagon2の打ち上げに成功。NASAが推進しているアルテミス計画と連動して人類初の月面配信シンガーのステイタスを実現すべく、歌い手「Ado」を選出した。その詳細は世界最大の国際エンターテインメント誌「VARIETY」のExclusive（独占記事）として米国から発信され、記録的な読者数（同誌標準の10倍以上）のニュース力を記録した。

## 劇場映画作品
- LORDS OF CHAOS（2021年：ジョナス・アカーランド監督）- 製作協力
- パシフィック・ウォー (2015年：主演ニコラス・ケイジ) ‐プロデューサー
- 昔むかし、：英題：Once Upon a Time in the Far East（2013：主演アマンダ プラマー）- 製作/監督/脚本
- BABEL （米）（2007：主演ブラッド・ピット）- VFX監督
- TOKYO! 『メルド』（仏）（2008：レオス・カラックス監督）- VFX監督
- エコエコアザラク B-page (2006年) ‐ 監督/脚本
- エコエコアザラク R-page (2006年) ‐ 監督/脚本
- 楳図かずお恐怖劇場 DEATH MAKE (2005年) ‐ 監督
- ナイスの森 The First Contact (2004年) ‐プロデューサー / VFX監督

## コマーシャル
- 旭化成 『イヒシリーズ』
- NOVA
- 日立 『マジックウインドウ』
- WOWOW
- 日テレ営業中
- J-PHONE
- 日産 『ラシーン』
- 日立 『PAMエアコン 白くまくん』
- つばさ証券
- 全国牛乳普及協会
- トヨタホーム
- 日立 『GA-Z』
- 資生堂 『薬用不老林ライブリフレッシュ』
- サントリー 『BOSS』
- NOLOAN
- NTT『SMAP×岩井俊二監督』
- シェイプTBC
- マガジンハウス 『クロワッサン』
- コカ・コーラ 『シトラ』
- ラフォーレ 『GRAND BAZAR2002』
- サントリー 『スーパーチューハイ』
- FedEx『企業CM』
- Coca-Cola 『Touch THE globe LIVE 2000!』
- PEPSI
- マルイのメガネ
- TOYOTA『プログレ』
- ORIX生命
- フジテレビ『キャンペーン・サービス』
- ENEOS 『ENEOS Dr.Drive』
- 日産 『WINGROAD』
- 日産『イチロNISSAN』
- JOY SOUND 『Hyper Joy V2』
- 中森明菜 『ダブルディケイド』
- P&G 『パンテーン』
- 明治製菓 『ボーダ　ガルボ』
- Nintendo 『マリオパーティー7』
- SANKYO 『企業CM』
- エスキモー 『MOW』
- エステー 『ムシューダ』
- P&G 『クレスト スピンブラシ プロ』
- Panasonic 『アルカリ乾電池』
- SANYO 『グリップザクティ』
- ピザーラ『企業CM』
- 東芝 『ギガビート』
- サンスター 『Ora2』
- TOTO
- MAXFACTOR
- セゾンカード 『永久不滅ポイント』
- 全日空 『シカゴ７』
- 日産 『CUBE』
- Dole
- ネスカフェ匠

## 映画
- 死霊の罠2／ヒデキ（1992：橋本以蔵監督）
- undo （1994：岩井俊二監督）
- ガメラ 大怪獣空中決戦（1995：金子修介監督）
- DOOR III（1996：黒沢清監督）
- PiCNiC （1996：岩井俊二監督）
- スワロウテイル （1996：岩井俊二監督）
- 踊る大捜査線 THE MOVIE（1998：本広克行監督）
- 鮫肌男と桃尻女（1999：石井克人監督）
- ひまわり (2000：行定勲監督）
- ココニイルコト (2001：長澤雅彦監督)
- リリイ・シュシュのすべて （2001：岩井俊二監督）
- 踊る大捜査線 THE MOVIE 2（2003：本広克行監督）
- Kill Bill: Vol.1（2003：クウェンティン・タランティーノ監督）
- 花とアリス（2004：岩井俊二監督）
- 愛してよ（2005：）
- 蟲たちの家（2005：黒沢清監督）
- 星になった少年（2005：河毛俊作監督）
- 楳図かずお恐怖劇場（2005）
- DEATH MAKE（2005：太一監督）
- ナイスの森〜The First Contact〜（2006：石井克人監督）
- 探偵事務所５　探偵591｢楽園」（2006：林海象監督）
- 探偵事務所５　探偵522｢失楽園」（2006：林海象監督）
- エコエコアザラクR-page（2006：太一監督）
- エコエコアザラクB-page（2006：太一監督）
- BABEL（米）（2007：アレハンドロ・ゴンサレス・イニャリトゥ監督）
- TOKYO! 『メルド』（仏）（2008：レオス・カラックス監督）
- USS INDIANAPOLIS（米）(2015：ニコラス・ケイジ主演)
- LORDS OF CHAOS（2021：ジョナス・アカーランド監督）

## テレビ番組
- ポンキッキーズ（1994-2006）
- 沙粧妙子 - 最後の事件 -（1995）
- 木曜の怪談’97『魔法じかけのフウ』（1997）
- 飯田譲治Presents 幻想ミッドナイト（1997）
- ギフト（1997）
- きらきらひかる（1998）
- Dr.コトー診療所（2003）
- 犬神家の一族（2004）
- 八つ墓村（2004）
- 世にも奇妙な物語『自分カウンセラー』（2004）
- SMAP×SMAP （2004）
- ヤングシナリオ大賞『初仕事納め』（2005）
- 怪談スペシャル（2005）
- 大奥〜華の乱〜（2005）
- 大奥〜華の乱〜スペシャル（2005）
- 女王蜂（2006）
- 虹を架ける王妃（2006）
- 山おんな壁おんな（2007）
- 鬼滅の刃（2021）

## ミュージックビデオ
- サザンオールスターズ『シュラバ★ラ★バンバ』（1992）
- ニットキャップマン / ムーンライダーズ （1996）
- 石井竜也『WHITE MOON IN THE BLUE SKY』（1997）
- ブラックビスケッツ『STAMINA』（1997）
- 毛ぼうし （1997）
- 山下達郎『いつか晴れた日に』（1998）
- サザンオールスターズ『イエローマン〜星の王子様〜』（1999）
- 中島美嘉『STARS』（2001）
- 平井堅『It will break my heart』（2002）
- 中森明菜『missed U』（2002）
- 中森明菜『The Heat 〜musica fiesta〜』（2002）
- 元ちとせ『千の夜と千の昼』（2003）
- SHAZNA『心』（2007）
- ナナムジカ×のだめオーケストラ『Sora』（2007）

## その他
- 石井竜也『 DRAG-ON～The Legend of Dragon Slayers～』（1998）
- 野田地図番外公演『赤鬼』（1999）
- 中森明菜『AKINA NAKAMORI MUSICA FIESTA TOUR 2002』（2002）
- 現代能楽集『AOI / KOMACHI 』(2003）
- モッズ・ヘア『夏は、別ノリ』キャンペーン（2005）
- 『赤鬼』韓国公演（2005）
- 中島信也CM展（2007）
- 新潮社『Yonda? Movie-The Story of a Panda and Books.-』
- GQ『MEN OF THE YEAR』
- VOGUE『Serpent Bohème』
- 産経新聞連載『諦めるほど大人じゃない』（2017）
- 産経新聞×RICOH『PRODUCER』（2017）
- 産経新聞×RICOH『COMPOSER』（2017）
- 産経新聞連載『映画に棲む／PARADISE of the PARADIGM』（2019）